# Christian Ritter von Langheinrich

Christian Ritter von Langheinrich

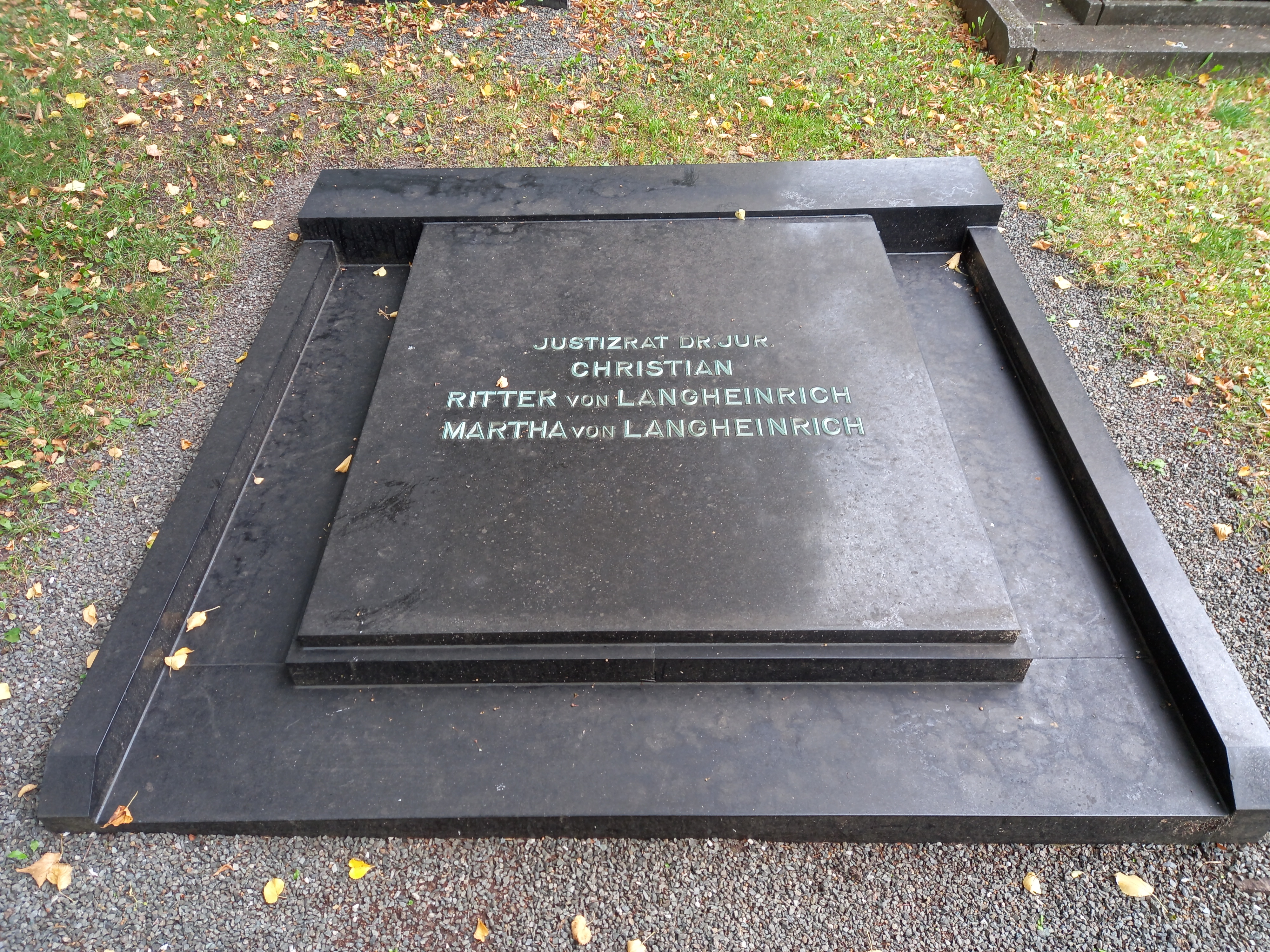
Das Grab von Christian Ritter von Langheinrich und seiner Ehefrau Martha auf dem Stadtfriedhof Bayreuth

Christian Langheinrich, seit 1914  Ritter von Langheinrich (* 16. November 1870 in Bayreuth; † 9. Juni 1950 ebenda) war ein bayerischer Offizier, zuletzt Major, sowie Jurist und Politiker (DDP).

## Leben
Christian war der Sohn des Papierfabrik- und Hoffischereibesitzers Ulrich Langheinrich und dessen Ehefrau Dorothea, geborene Speckner.
Nach dem Besuch des humanistisches Gymnasium in seiner Heimatstadt studierte er von 1889 bis 1893 Rechtswissenschaften in München und Berlin. Während seines Studiums schloss er sich dem Corps Bavaria München an. 1894 promovierte er in Erlangen zum Doktor der Rechte. Nachdem er 1897 das Assessorexamen abgelegt hatte, ließ er sich als Rechtsanwalt in Bayreuth nieder und wurde in den Vorstand der Rechtsanwaltskammer beim Oberlandesgericht Bamberg gewählt.
Zwischenzeitlich hatte er ab 1. Oktober 1889 seinen Militärdienst als Einjährig-Freiwilliger beim Infanterie-Leib-Regiment der Bayerischen Armee in München abgeleistet.
Mit Ausbruch des Ersten Weltkriegs wurde Langheinrich als Hauptmann der Reserve einberufen und fungierte ab 4. August 1914 als Führer der 7. Kompanie des Reserve-Infanterie-Regiment 7. Mit diesem war er an der Westfront im Einsatz und konnte am 5. Oktober 1914 Carency einnehmen. Aufgrund persönlicher Tapferkeit, Umsicht und Verantwortungsfreudigkeit wurde Langheinrich mit Wirkung vom 5. Oktober 1914 in den Militär-Max-Joseph-Orden aufgenommen. Er durfte sich aufgrund der damit verbundenen Erhebung in den persönlichen Adel ab diesem Zeitpunkt Ritter von Langheinrich nennen. Seine Heimatstadt Bayreuth verlieh ihm daraufhin die Ehrenbürgerwürde sowie die Goldene Bürgermedaille. Später benannte die Stadt außerdem die Christian-Ritter-von-Langheinrich-Straße nach ihm.
Nach dem Ende des Krieges trat Langheinrich in die Deutsche Demokratische Partei ein. Im Januar 1919 wurde er für diese als Abgeordneter in die Weimarer Nationalversammlung gewählt. Nachdem er sein Mandat bereits am 21. April desselben Jahres wieder niedergelegt hatte, wurde dieses von seinem Parteikollegen Christian Meisner fortgeführt.
In den folgenden Jahren war Langheinrich als Rechtsanwalt in Bayreuth tätig und erhielt später noch den Titel als Justizrat.